# Bernhard av Corleone
Bernhard av Corleone, född Filippo Latini 6 februari 1605 i Corleone, Sicilien, död 12 januari 1667 i Palermo, Sicilien, var en italiensk botgörare och lekmannabroder inom kapucinorden. Bernhard vördas som helgon inom Romersk-katolska kyrkan. Hans minnesdag firas den 12 januari.

## Biografi
Bernhards far var skomakare, och denne ville att Bernhard skulle lära sig yrket. Bernhard valde dock att bli militär och kom att med tiden bli en mycket skicklig fäktare. Vid ett tillfälle hamnade Bernhard i gräl med en annan soldat, och under duellen som följde sårade Bernhard denne dödligt. Bernhard flydde från platsen och sökte skydd i en kyrka.
Som botgöring för sitt tidigare liv bad han att få bli kapucinbroder i Caltanissetta, och 1632 upptogs han som lekmannabroder. Resten av sitt liv ägnade han åt bön och meditation. Jungfru Maria skall ha uppenbarat sig för honom och lagt Jesusbarnet i hans famn. Flera under ägde rum vid hans grav.
Bernhard av Corleone saligförklarades 1768 och helgonförklarades 2001.